# Estación Pampulha
La Estación Pampulha, localizada en la intersección de las avenidas Pedro I y Portugal, en conjunto con las Estaciones Venda Nova y Vilarinho, realiza toda la circulación principal de la región de Venda Nova. Realiza también las circulaciones principales de parte de las regiones de Pampulha y Norte. Su concepción proviene del BHBus, pero con el BRT sufrió diversas modificaciones. Tiene seis plataformas en diferentes plantas. En la superior las cinco de alimentación y en la inferior, la única troncal. 
El acceso de los autobuses al piso superior es exclusivo por la Avenida Portugal, y al inferior, exclusivo por la Avenida Pedro I y Avenida Antônio Carlos, integrándose con el Corredor Antônio Carlos, mientras que el acceso a pie se realiza exclusivamente por la Avenida Portugal.